# هازجة أم شارب

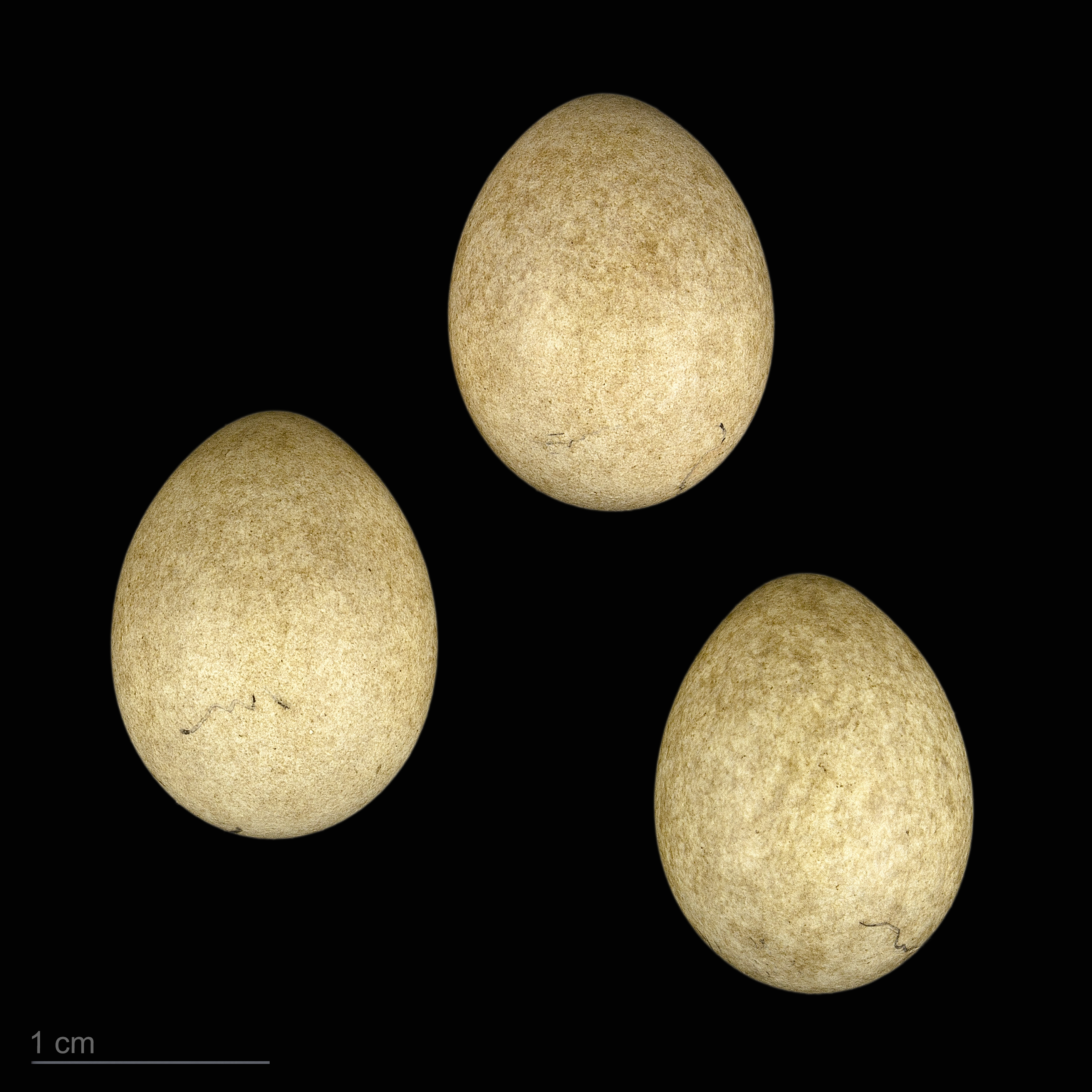
Acrocephalus melanopogon melanopogon

هازجة أم شارب تسمى أيضا هازجة ذات الشارب، هازجة سوداء اللحية (الاسم العلمي: Acrocephalus melanopogon) (بالإنجليزية: Moustached Warbler)‏، هو طائر ينتمي إلى هازجية (فصيلة: Acrocephalidae).